# Pure C
Pure C was een restaurant in Cadzand-Bad van Sergio Herman. Het visrestaurant had onder culinaire leiding van Syrco Bakker van 2011 een Michelinster en vanaf 2018 tot 2023 twee sterren. Sinds 2023 was Jeffrey Laarberg de chef-kok. Op 23 september 2023 sloot Pure C haar deuren, waarna Demain zich er vestigde.

## Locatie
Het restaurant was gelegen in de Zeeuwse plaats Cadzand-Bad en is gevestigd in Strandhotel Cadzand. Dit hotel zit aan Boulevard de Wielingen en ligt in de duinen aan de Noordzee.

## Geschiedenis

### Tijdperk Bakker
De keuken stond sinds de opening in 2010 onder leiding van chef-kok Syrco Bakker. Bakker was jarenlang sous-chef van Sergio Herman in restaurant Oud Sluis. Het restaurant opende op 15 maart 2010. In Pure C werd gewerkt met dagverse en seizoensgebonden producten uit Zeeland.
In november 2011 kreeg het een eerste Michelinster. In december 2018 kwam daar een tweede ster bij. De eetgelegenheid stond sinds 2019 in de top 10 van beste restaurants in Nederland van culinair tijdschrift Lekker. In 2019 op plaats 10, 2020 en 2021 op nummer 8 en in 2022 werd Pure C uitgeroepen tot het vijfde beste restaurant van Nederland. GaultMillau riep Syrco Bakker in 2022 uit tot chef van het jaar. 
In het voorjaar van 2023 nam Syrco Bakker afscheid van het restaurant. Door het vertrek van Bakker vervielen de Michelinsterren in april 2023. Het had in 2023 18 van de maximaal 20 punten in GaultMillau-gids.

### Tijdperk Laarberg
Jeffrey Laarberg werd in 2023 de nieuwe chef-kok. Hij werkte onder andere bij het met een Michelinster bekroonde Le Pristine in Antwerpen en het met drie sterren onderscheiden restaurant Inter Scaldes in Kruiningen.
In augustus 2023 is bekendgemaakt dat het restaurant de maand erna zou sluiten. Op 23 september 2023 sloot eigenaar Sergio Herman de zaak om zich op andere projecten te gaan richten. In 2024 opende Demain haar deuren.